# ۸۴۸ اینا

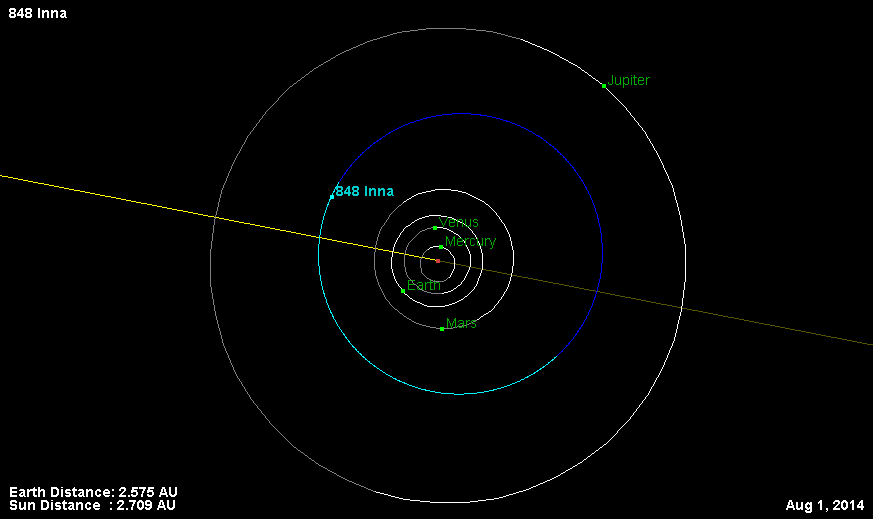
نمایی از محل قرارگیری سیارک ۸۴۸ اینا در مدار – ۲۰۱۴

سیارک ۸۴۸ (به انگلیسی: 848 Inna، نامگذاری:1915XS) هشتصد و چهل و هشتمین سیارک کشف شده‌است که در ۵ سپتامبر ۱۹۱۵ و در رصدخانه سایمیز کشف شد.
قدر مطلق سیارک برابر ۱۰٫۹۰ است.